# Glenea ochreovittipennis
Glenea ochreovittipennis é uma espécie de escaravelho da família Cerambycidae. Foi descrita por Stephan von Breuning em 1958.